# 百战天虫 世界派对
《百战天虫 世界派对》是Team17开发的一款炮术游戏，也是百战天虫系列的第七部作品，2001年发行。之后百战天虫系列便开始用3D制作。